# سوسیته ژنرال

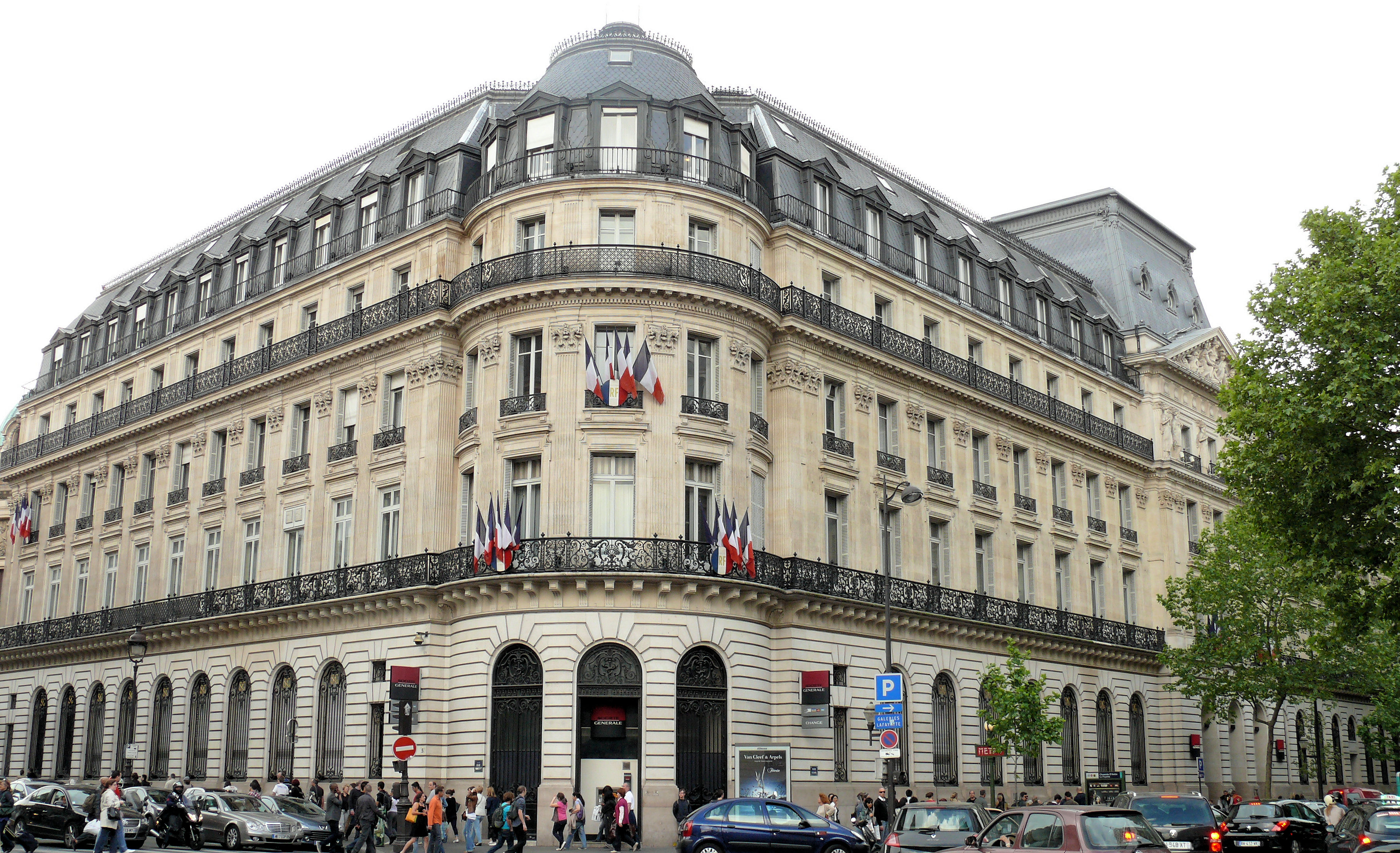
شعبه مرکزی بانک سوسیته ژنرال، در شهر پاریس

سوسیته ژنرال (به فرانسوی: Société Générale) شرکت خدمات مالی و بانکداری فرانسوی است، که به‌عنوان هفتمین بانک بزرگ اروپا شناخته می‌شود. این بانک در سال ۱۸۶۴ توسط گروهی از صنعت‌گران و تاجران فرانسوی تاسیس شد. بانک سوسیته ژنرال هم‌اکنون در ۳ بخش؛ بانکداری خرد، بانکداری شرکتی و بانکداری سرمایه‌گذاری فعالیت می‌کند. شعبه مرکزی این بانک در پاریس قرار دارد و بخشی از سهام آن در بازارهای بورس توکیو، بورس یورونکست پاریس و بورس فرانکفورت معامله می‌شود.